# 木村梨七
木村 梨七（きむら りな、2002年1月18日 - ）は、日本の陸上競技選手、長距離走。アジアユース陸上3000m金メダル。積水化学所属
。

## 経歴
宮城県仙台市出身。仙台市立向陽台中学校卒業、私立仙台育英学園高等学校卒業。
向陽台中学では、2年でジュニアオリンピック少年B女子1500m、3年で全日本中学陸上1500mと全国女子駅伝出場。
駅伝の強豪・仙台育英高校に進み駅伝メンバーに1年の時から入った。全国高校駅伝は、1年で総合優勝(自身は5区区間賞)、2年で総合3位（1区7位）、3年で総合優勝（5区2位）を果たした。全国女子駅伝にも3年間連続出場し、特に3年時は5区を区間2位で走って首位に立ち宮城県チームの準優勝に貢献した。
トラックレースでも留学生と競い好成績を収めた。インターハイで1年で1500m出場、2年で3000m決勝進出13位、3年で3000m4位入賞。国体で2年で3000m5位入賞、3年で3000m6位入賞。さらに、香港で行われた第3回アジアユース陸上3000mで金メダルを獲得した。
高校卒業後は実業団（積水化学）に所属している。

## 主な記録
| 年     | 大会                        | 種目           | 順位                 | 備考         |
| ------ | --------------------------- | -------------- | -------------------- | ------------ |
| 2017年 | 全国女子駅伝                | 3区            | 区間6位              | 宮城県25位   |
|        | 第29回全国高校駅伝女子      | 5区            | 区間賞               | 仙台育英優勝 |
| 2018年 | 全国女子駅伝                | 2区            | 25位                 | 宮城県15位   |
|        | 三重インターハイ            | 3000m          | 13位                 |              |
|        | 第73回国民体育大会・福井    | 少年女子A3000m | 5位                  |              |
|        | 第30回全国高校駅伝女子      | 1区            | 区間7位              | 仙台育英3位  |
| 2019年 | 全国女子駅伝                | 1区            | 区間23位             | 宮城県16位   |
|        | 第3回アジアユース陸上・香港 | 3000m          | 優勝                 | 初の日本代表 |
|        | 沖縄インターハイ            | 3000m          | 4位                  | 日本人最高   |
|        | 第74回国民体育大会・茨城    | 少年女子A3000m | 6位                  |              |
|        | 第31回全国高校駅伝女子      | 5区            | 区間2位              | 仙台育英優勝 |
| 2020年 | 全国女子駅伝                | 5区            | 区間2位              | 宮城県2位    |
|        | クイーンズ駅伝              | 4区            | 区間14位             | 積水化学2位  |
| 2021年 | 全日本実業団陸上            | ジュニア3000m  | 8位                  |              |
|        | クイーンズ駅伝              | 6区            | 区間2位              | 積水化学優勝 |
| 2022年 | 全国女子駅伝                | 9区            | 区間4位              | 宮城県3位    |
|        | クイーンズ駅伝              | 6区            | 区間賞               | 積水化学2位  |
| 2023年 | 全国女子駅伝                | 9区            | 区間7位              | 宮城県10位   |
|        | クイーンズ駅伝              | 4区            | 区間7位（日本人1位） | 積水化学優勝 |
| 2024年 | 全国女子駅伝                | 4区            | 区間2位              | 宮城県優勝   |